# Copa Trillium

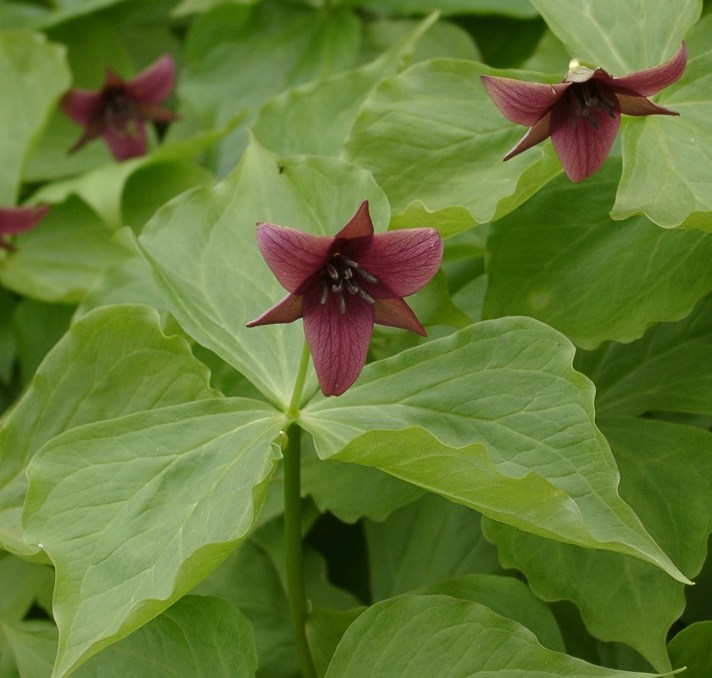
Un trillium

La Copa Trillium (Trillium Cup en inglés) es una rivalidad anual de dos equipos entre el Columbus Crew y el Toronto FC. La Copa Trillium proviene de su nombre trillium, que es la flor oficial de la provincia canadiense de Ontario, y la flor silvestre oficial del estado estadounidense de Ohio. 
La rivalidad se disputa desde 2008 y se dividen en las similitudes de los equipos: los dos equipos están geográficamente cerca de los Grandes Lagos que bordean los Estados Unidos y Canadá.
En 2011 Toronto derrotó por 4-2 al Columbus y ganaron el trofeo por primera vez.

## Ganadores por año
| Año  | Ganador       | Marcador global |
| ---- | ------------- | --------------- |
| 2008 | Columbus Crew | 5:2             |
| 2009 | Columbus Crew | 5:2             |
| 2010 | Columbus Crew | 4:1             |
| 2011 | Toronto FC    | 4:2             |
| 2012 | Columbus Crew | 9:0             |
| 2013 | Columbus Crew | 6:3             |
| 2014 | Toronto FC    | 9:0             |
| 2015 | Columbus Crew | 7:1             |
| 2016 | Toronto FC    | 5:2             |
| 2017 | Toronto FC    | 6:3             |
| 2018 | Columbus Crew | 4:1             |
| 2019 | Toronto FC    | 4:1             |
| 2020 | Toronto FC    | 3:0             |

+ Puntos basados en Ganados (3), Empates (1) y Derrotas (0)

- Criterios de desempate: 1) Diferencia de goles, 2) Goles a favor, 3) Ganadores de Año Anterior.

## Resultados
| Fecha                    | Estadio               | Resultado CLB | Resultado TFC |
| ------------------------ | --------------------- | ------------- | ------------- |
| 26 de mayo de 2017       | BMO Field             | 0             | 5             |
| 10 de mayo de 2017       | Mapfre Stadium        | 1             | 2             |
| 15 de abril de 2017      | Mapfre Stadium        | 2             | 1             |
| 31 de julio de 2016      | BMO Field             | 0             | 3             |
| 13 de julio de 2016      | Mapfre Stadium        | 1             | 1             |
| 21 de mayo de 2016       | BMO Field             | 0             | 0             |
| 17 de octubre de 2015    | BMO Field             | 2             | 0             |
| 25 de julio de 2015      | Mapfre Stadium        | 3             | 3             |
| 14 de marzo de 2015      | Mapfre Stadium        | 2             | 0             |
| 9 de agosto de 2014      | Columbus Crew Stadium | 2             | 3             |
| 31 de mayo de 2014       | BMO Field             | 2             | 3             |
| 5 de mayo de 2014        | Columbus Crew Stadium | 0             | 2             |
| 17 de agosto de 2013     | Columbus Crew Stadium | 2             | 0             |
| 27 de julio de 2013      | BMO Field             | 1             | 2             |
| 18 de mayo de 2013       | Columbus Crew Stadium | 1             | 0             |
| 28 de octubre de 2012    | Columbus Crew Stadium | 2             | 1             |
| 22 de agosto de 2012     | Columbus Crew Stadium | 2             | 1             |
| 31 de marzo de 2012      | BMO Field             | 1             | 0             |
| 10 de septiembre de 2011 | Columbus Crew Stadium | 2             | 4             |
| 23 de abril de 2011      | BMO Field             | 1             | 1             |
| 16 de octubre de 2010    | BMO Field             | 2             | 2             |
| 27 de marzo de 2010      | Columbus Crew Stadium | 2             | 0             |
| 25 de julio de 2009      | Columbus Crew Stadium | 3             | 2             |
| 2 de mayo de 2009        | BMO Field             | 1             | 1             |
| 28 de marzo de 2009      | Columbus Crew Stadium | 1             | 1             |
| 13 de septiembre de 2008 | BMO Field             | 1             | 1             |
| 7 de mayo de 2008        | BMO Field             | 0             | 0             |
| 29 de marzo de 2008      | Columbus Crew Stadium | 2             | 0             |